# Премія Гарольда Юрі
Премію Гарольда С. Юрі присуджує щорічно Відділ планетарних наук Американського астрономічного товариства. Премія відзначає та заохочує видатні досягнення молодого вченого в планетології. Премію названо на честь американського науковця-хіміка, лауреата Нобелівської премії з хімії Гарольда Юрі (1893—1981).

## Лауреати премії
- 1984 Девід Стівенсон[en]
- 1985 Ларрі Еспозіто
- 1986 Джек Віздом[en]
- 1987 Стівен Велдон Сквайрес
- 1988 Джонатан Лунін[en]
- 1989 Крістофер Маккей[en]
- 1990 Девід Толен
- 1991 Річард Бінзель
- 1992 Джек Ліссауер
- 1993 Роджер Єлл (Roger Yelle)
- 1994 Карен Джин Міч
- 1995 Еменуель Лелуш[fr]
- 1996 Гайді Гаммель
- 1997 Рену Малготра[en]
- 1998 Ерік Асфог[en]
- 1999 Дуглас Гамільтон (Douglas P. Hamilton)
- 2000 Алессандро Морбіделлі
- 2001 Майкл Браун
- 2002 Бретт Гледмен
- 2003 Робін Кануп
- 2004 Жан-Люк Марго[en]
- 2005 Девід Несворний[en]
- 2006 Трістан Гіллот (Tristan Guillot)
- 2007 Френсіс Німмо[en]
- 2008 не присуджувалась
- 2009 Сара Стюарт-Мукхопадхяї[en]
- 2010 Джонатан Фортні (Jonathan Fortney)
- 2011 Ерік Форд (Eric B. Ford)
- 2012 Альберто Фейрен (Alberto G. Fairen)
- 2013 Ендерс Джогансен (Anders Johansen)
- 2014 Матія Чук (Matija Ćuk)
- 2015 Джеронімо Віллануева[en]
- 2016 Лей Флетчер (Leigh Fletcher)
- 2017 Бетані Елманн[en]
- 2018 Франчаска ДеМео (Francesca DeMeo)
- 2019 Келсі Сінгер[en]
- 2020 Ребека Довсон[en]
- 2021 Лінна Квік[en]
- 2022 Хуан Лора (Juan Lora)
- 2023 Канжи Є[en]